# Episodi di Doraemon (serie animata 1979) (seconda stagione)
Questa è la lista degli episodi della seconda stagione dell'anime 1979 di Doraemon, trasmessa dal 3 febbraio 1983 al 10 marzo dello stesso anno su Rai 2, nel programma televisivo per ragazzi Tandem, per un totale di 78 episodi; i restanti 178 episodi rimangono inediti. 
I titoli sono presenti negli archivi Rai di Roma e ricavabili mediante il servizio Rai Teche. Non essendo ancora avvenuta la digitalizzazione del materiale in questione gli episodi non risultano visibili e, in alcuni casi, neppure reperibili: la lista seguente è pertanto da considerarsi parziale. 

## Episodi

### 236 - 250
| Nº Ja | Nº It | Titolo italiano Giapponese 「Kanji」 - Rōmaji | In onda         | In onda         |
| Nº Ja | Nº It | Titolo italiano Giapponese 「Kanji」 - Rōmaji | Giapponese      | Italiano        |
| 236   | 229   | Un brutto voto 「七時に何かがおこる」 - Shichiji ni nanika ga okoru | 4 gennaio 1980  | 3 febbraio 1983 |
| 236   | 229   | Guglielmo ha preso uno zero a scuola e Doraemon gli dà il chiusky macchina guida: se si spinge il bottone uscirà un oracolo capace di consigliare il da farsi. Guglielmo esegue e l'oracolo consiglia di confessare alle 7 quella sera. Guglielmo e Doraemon fanno una passeggiata per tirare l'ora convenuta. Verso sera, i due amici trovano un compito in classe del padre in cui egli ha preso zero e decidono di mostraglielo.                                                                                       |                 |                 |
| 237   | 230   | La corda magica 「入れかえロープ」 - Irekae rōpu | 5 gennaio 1980  | 3 febbraio 1983 |
| 237   | 230   | Guglielmo viene picchiato da Giangi; grazie alla corda scambia persone i due ragazzi si scambiano i corpi e Guglielmo riesce a sconfiggere il bullo. In seguito Guglielmo cerca di usare la corda a suo vantaggio, ma ogni volta i risultati non sono quelli sperati. |                 |                 |
| 238   | 231   | L’orologio pazzo 「マッド・ウオッチ」 - Maddo uotchi | 7 gennaio 1980  | 3 febbraio 1983 |
| 238   | 231   | Mentre la madre fa una lunga predica a Guglielmo, Doraemon aiuta l'amico a velocizzare il tempo con l'orologio pazzo. Guglielmo usa però l'orologio per fare degli scherzi ai genitori e a Susy e alla fine tutti chiedono spiegazioni al ragazzo. |                 |                 |
| 239   | 232   | La finestra degli innamorati 「まどけしきとりかえ機」 - Mado keshiki torikae-ki | 8 gennaio 1980  | 4 febbraio 1983 |
| 240   | 233   | Lezione di sci 「勉強べやの大なだれ」 - Benkyō beya no dai nadare | 9 gennaio 1980  | 4 febbraio 1983 |
| 240   | 233   | A differenza degli amici, Guglielmo non possiede un paio di sci; tuttavia quando ne parla con il padre si scopre che ce li ha. Siccome gli amici e i genitori vorrebbero che Guglielmo impari sciare e secondo le previsioni quella notte nevicherà, il ragazzo chiede aiuto a Doraemon per potersi allenare. Il robot quindi tira fuori un chiusky per allenarsi in tale sport, ma a ogni difficoltà Guglielmo intende rinunciare. Quando inizia a prenderci confidenza, lui e Doraemon vengono travolti da una valanga. |                 |                 |
| 241   | 234   | I due Kin Kong 「キングコング」 - Kingukongu | 10 gennaio 1980 | 4 febbraio 1983 |
| 242   | 235   | Il fascino della diva (prima parte) 「ぼく、マリちゃんだよ（前）」 - Boku, Marichanda yo (mae) | 11 gennaio 1980 | 7 febbraio 1983 |
| 243   | 236   | Il fascino della diva (seconda parte) 「ぼく、マリちゃんだよ（後）」 - Boku, Marichanda yo (ato) | 12 gennaio 1980 | 7 febbraio 1983 |
| 244   | 237   | - non disponibile - 「イメージとう」 - Imējitō – "Esseri immaginari" | 14 gennaio 1980 | 7 febbraio 1983 |
| 245   | 238   | Sciare nel parco 「公園でスキーを!!」 - Kōen de sukī o!! | 15 gennaio 1980 | 8 febbraio 1983 |
| 246   | 239   | La campana dei sogni 「ゆめふうりん」 - Yume fū rin | 16 gennaio 1980 | 8 febbraio 1983 |
| 247   | 240   | La moneta 「いただき小ばん」 - Itadakikoban | 17 gennaio 1980 | 8 febbraio 1983 |
| 248   | 241   | Il rivelatore di proprietari 「持ち主あて機」 - Mochinushiateki | 18 gennaio 1980 | 9 febbraio 1983 |
| 249   | 242   | La porta importante 「プッシュドア」 - Pusshudoa | 19 gennaio 1980 | 9 febbraio 1983 |
| 250   | 243   | Robot Robotta 「ロボッター」 - Robottā | 21 gennaio 1980 | 9 febbraio 1983 |

### 251 - 300
| Nº Ja | Nº It | Titolo italiano Giapponese 「Kanji」 - Rōmaji | In onda          | In onda          |
| Nº Ja | Nº It | Titolo italiano Giapponese 「Kanji」 - Rōmaji | Giapponese       | Italiano         |
| 251   | 244   | La sbarra scambia persone 「身がわりバー」 - Mi-gawari bā | 22 gennaio 1980  | 10 febbraio 1983 |
| 252   | 245   | La lampada spellatrice 「からだの皮をはぐ話」 - Karada no kawa o hagu hanashi | 23 gennaio 1980  | 10 febbraio 1983 |
| 253   | 246   | Il salva tempo 「時間貯金箱」 - Jikanchokinbako | 24 gennaio 1980  | 10 febbraio 1983 |
| 254   | 247   | Telepatia 「テレパしい」 - Terepashī | 25 gennaio 1980  | 11 febbraio 1983 |
| 255   | 248   | Quadro d’autore 「この絵600万円」 - Kono e 600 man-en | 26 gennaio 1980  | 11 febbraio 1983 |
| 256   | 249   | Nuovi giochi 「もしもボックス」 - Moshimo bokkusu | 28 gennaio 1980  | 11 febbraio 1983 |
| 257   | 250   | Cura dimagrante 「ようろうおつまみ」 - Yō rō o tsumami | 29 gennaio 1980  | 14 febbraio 1983 |
| 258   | 251   | Un chiusky pericoloso 「このかぜうつします」 - Kono kaze utsushimasu | 30 gennaio 1980  | 14 febbraio 1983 |
| 259   | 252   | - non disponibile - 「テレパスロボット」 - Terepasurobotto – "Il robot telepatico" | 31 gennaio 1980  | 14 febbraio 1983 |
| 260   | 253   | - non disponibile - 「空であそんじゃあぶないよ」 - Sora de asonja abunai yo – "Giochi nei cieli" | 1º febbraio 1980 | 15 febbraio 1983 |
| 261   | 254   | - non disponibile - 「スケスケ望遠鏡」 - Sukesukebōenkyō – "Il telescopio trasparente" | 2 febbraio 1980  | 15 febbraio 1983 |
| 262   | 255   | - non disponibile - 「モノモース」 - Monomōsu – "Lo spray del ventriloquo" | 4 febbraio 1980  | 15 febbraio 1983 |
| 263   | 256   | Una stanza in montagna 「へやの中の大自然」 - Heya no naka no dai shizen | 5 febbraio 1980  | 16 febbraio 1983 |
| 264   | 257   | Pillole per fuggire 「動物がたにげだしじょう」 - Heya no naka no dai shizen | 6 febbraio 1980  | 16 febbraio 1983 |
| 265   | 258   | - non disponibile - 「ヤセール」 - Yasēru – "La pastiglia salta il pasto" | 8 febbraio 1980  | 16 febbraio 1983 |
| 266   | -     | 「うちでの小づち」 - Uchidenokodzuchi – "Un martello in casa" | 9 febbraio 1980  | inedito          |
| 267   | -     | 「実物立体日光写真」 - Jitsubutsu rittai Nikkō shashin – "La fotocamera solare tridimensionale" | 11 febbraio 1980 | inedito          |
| 268   | 259   | Una disavventura dopo l’altra 「さいなんにかこまれた話」 - Saina n ni kakoma reta hanashi | 12 febbraio 1980 | 17 febbraio 1983 |
| 269   | 260   | La notte a qualunque ora 「夜を売ります」 - Yoru o urimasu | 13 febbraio 1980 | 17 febbraio 1983 |
| 270   | 261   | - non disponibile - 「アリガタミワカリ機」 - Arigatamiwakari-ki – "La macchina degli apprezzamenti" | 14 febbraio 1980 | 17 febbraio 1983 |
| 271   | 262   | Spezzatino alla Giangi 「ジャイアンシチュー」 - Jaian shichū | 15 febbraio 1980 | 18 febbraio 1983 |
| 272   | 263   | La maratona 「ルームマラソン」 - Rūmumarason | 16 febbraio 1980 | 18 febbraio 1983 |
| 273   | 264   | Il piccolo giornalista 「新聞社ごっこセット」 - Shinbun-sha-gokko setto | 18 febbraio 1980 | 18 febbraio 1983 |
| 274   | 265   | Scatola magica 「パンドラボックス」 - Pandora bokkusu | 19 febbraio 1980 | 21 febbraio 1983 |
| 274   | 265   | Guglielmo è disperato perché vorrebbe studiare di più, ma non ha forza di volontà; per lo scopo Doraemon gli dà la scatola magica, che se aperta prima che siano trascorse 24 ore fuoriuscirà un mostro. Nonostante Guglielmo cerchi in vari modi di nascondere la scatola, deve resistere varie volte alla tentazione di aprirla. Infine Tamara impone a Guglielmo di aprile la scatola; nonostante gli avvertimenti del ragazzo, la madre insiste e Guglielmo la apre, facendo fuoriuscire il mostro.                                              |                  |                  |
| 275   | 266   | Guida pericolosa 「ラジコンシミュレーターでぶっとばせ」 - Rajikonshimyurētā de buttobase | 20 febbraio 1980 | 21 febbraio 1983 |
| 275   | 266   | Giangi non fa provare a Guglielmo la sua automobilina telecomandata. Tornato a casa Guglielmo trova Doraemon che si diverte a pilotare un automobilina mediante uno speciale simulatore; Guglielmo convince l'amico a fargli provare, ma presto il ragazzo esce in strada con l'automobilina e la usa per fare degli scherzi agli amici, finché non si scontra con la macchinina di Giangi. Quando Guglielmo esce di casa, trova le due automobiline rotte e Giangi lo picchia.                                                                      |                  |                  |
| 276   | 267   | È inutile vendicarsi 「筋肉コントローラー」 - Kin'niku kontorōrā | 21 febbraio 1980 | 21 febbraio 1983 |
| 277   | 268   | Misuratore di umori 「ごきげんメーター」 - Goki gen mētā | 22 febbraio 1980 | 22 febbraio 1983 |
| 278   | 269   | Come ipnotizzare 「さいみん機」 - Saiminki | 23 febbraio 1980 | 22 febbraio 1983 |
| 279   | 270   | Banco dei pegni 「自動質屋機」 - Jidōshichiyaki | 25 febbraio 1980 | 22 febbraio 1983 |
| 280   | 271   | Gioco a quiz 「クイズゲームマシン」 - Kuizugēmumashin | 26 febbraio 1980 | 23 febbraio 1983 |
| 281   | 272   | La stella 「地球脱出計画」 - Chikyū dasshutsu keikaku | 27 febbraio 1980 | 23 febbraio 1983 |
| 282   | 273   | Robot critico d’arte 「ロボットがほめれば」 - Robottogahomereba | 28 febbraio 1980 | 23 febbraio 1983 |
| 283   | 274   | Una storia d’amore 「雪山のロマンス」 - Yukiyama no romansu | 29 febbraio 1980 | 24 febbraio 1983 |
| 284   | 275   | Il fiore della dimenticanza 「わすれろ草」 - Wasurerogusa | 1º marzo 1980    | 24 febbraio 1983 |
| 285   | 276   | - non disponibile - 「百苦タイマー」 - Hyaku ku taimā – "Il temporizzatore difficile" | 3 marzo 1980     | 24 febbraio 1983 |
| 286   | 277   | Allenamento forzato 「ムリヤリトレパン」 - Muriyaritorepan | 4 marzo 1980     | 25 febbraio 1983 |
| 286   | 277   | Per far correre il padre, Doraemon gli fa indossare degli speciali pantaloni che fanno correre forzatamente per 10 km. Dopo una lunga corsa, l'uomo lancia i pantaloni e viene visto in mutande da altre donne. Furioso il padre intende far indossare i pantaloni a Guglielmo, che fugge disperato. |                  |                  |
| 287   | 278   | La caramella della disciplina 「しつけキャンデー」 - Shitsuke kyandē | 5 marzo 1980     | 25 febbraio 1983 |
| 287   | 278   | La nonna di Zippo afferma che i bugiardi finiscono all'inferno, ma Guglielmo non ci crede. Doraemon fa allora mangiare all'anziana signora delle speciali caramelle, che permettono di far avverare quello che lei dice. Dopo alcune disavventure con Zippo, Guglielmo mangia una caramella e la usa a suo vantaggio, per poter guardare la TV. |                  |                  |
| 288   | 279   | Il cappello realizzatore 「実感帽」 - Jikkanbō | 6 marzo 1980     | 25 febbraio 1983 |
| 288   | 279   | Guglielmo vorrebbe avere un aeroplano telecomandato, ma la famiglia non può permettersi di comprarlo; Doraemon allora fa indossare all'amico il cappello realizzatore: se chi lo indossa pensa a qualcosa, l'oggetto apparirà davanti, ma sarà visibile solo per lui. Mentre si diverte con il cappello, Guglielmo viene avvistato da Giangi, che gli ruba il cappello e decide di indossarlo anche quella notte. Mentre dorme, Giangi sogna di essere inseguito da un dinosauro e il ragazzo si trova inseguito dall'animale anche la mattina dopo. |                  |                  |
| 289   | 280   | Storie di fratelli 「兄弟シール」 - Kyōdai shīru | 7 marzo 1980     | 28 febbraio 1983 |
| 290   | 281   | Gocce d’insetto 「コンチュー丹」 - Konchū ni | 8 marzo 1980     | 28 febbraio 1983 |
| 291   | 282   | La macchina del tempo 「タイムマシン」 - Taimu mashin | 10 marzo 1980    | 28 febbraio 1983 |
| 292   | 283   | Megafono per ipnotizzare 「無生物さいみんメガフォン」 - Museibutsu sai min megafon | 11 marzo 1980    | 1º marzo 1983    |
| 293   | 284   | Passaggio a livello 「ふみきりセット」 - Fumikirisetto | 12 marzo 1980    | 1º marzo 1983    |
| 294   | 285   | - non disponibile - 「スリルブーメラン」 - Surirubūmeran – "Il boomerang da brivido" | 13 marzo 1980    | 1º marzo 1983    |
| 295   | 286   | Lo stelo di paglia 「チョージャワラシベ」 - Chōjawarashibe | 14 marzo 1980    | 2 marzo 1983     |
| 296   | 287   | La musica non fallisce mai 「ムードもりあげ楽団登場!」 - Mūdo moriage gakudan tōjō! | 15 marzo 1980    | 2 marzo 1983     |
| 297   | 288   | Il missile inseguitore 「ミサイルが追ってくる」 - Misairu ga otte kuru | 17 marzo 1980    | 2 marzo 1983     |
| 298   | 289   | La medicina Komon 「コーモンじょう」 - Kōmonji you | 18 marzo 1980    | 3 marzo 1983     |
| 299   | 290   | Telefono per ordinazioni 「出前電話」 - Demae denwa | 19 marzo 1980    | 3 marzo 1983     |
| 300   | 291   | La clessidra magica 「ムシャクシャカーっときたら」 - Mushakushakā tto kitara | 20 marzo 1980    | 3 marzo 1983     |

### 301 - 350
| Nº Ja | Nº It | Titolo italiano Giapponese 「Kanji」 - Rōmaji                                                                | In onda        | In onda       |
| Nº Ja | Nº It | Titolo italiano Giapponese 「Kanji」 - Rōmaji                                                                | Giapponese     | Italiano      |
| 301   | 292   | Viva la generosità 「ピンチの時にタスケロン」 - Pinchi no toki ni tasukeron                                  | 21 marzo 1980  | 4 marzo 1983  |
| 302   | 293   | Distintivi fiaba 「おはなしバッジ」 - O hanashi bajji                                                        | 22 marzo 1980  | 4 marzo 1983  |
| 303   | 294   | La testa di Gorgon 「恐怖!!ゴルゴンの首」 - Kyōfu!! Gorugon'nokubi                                           | 24 marzo 1980  | 4 marzo 1983  |
| 304   | 295   | - non disponibile - 「カップルテストバッジ」 - Kappurutesutobajji – "Il distintivo a prova di coppia"        | 25 marzo 1980  | 7 marzo 1983  |
| 305   | 296   | - non disponibile - 「不幸の手紙同好会」 - Fukō no tegami dōkō-kai – "Il club delle lettere sfortunate"      | 26 marzo 1980  | 7 marzo 1983  |
| 306   | 297   | - non disponibile - 「みたままベレーで天才画家」 - Mita mama berē de tensai gaka – "Un pittore geniale"      | 27 marzo 1980  | 7 marzo 1983  |
| 307   | 298   | Un telefono speciale 「架空通話アダプター」 - Kakū tsūwa adaputā                                             | 28 marzo 1980  | 8 marzo 1983  |
| 308   | 299   | Doraemon innamorato 「好きでたまらニャイ」 - Sukide tamara nyai                                              | 29 marzo 1980  | 8 marzo 1983  |
| 309   | 300   | Piume d’angelo 「しずちゃんのはごろも」 - Shizuchan no wa-goro mo                                            | 31 marzo 1980  | 8 marzo 1983  |
| 310   | 301   | Gara di paracadutismo 「空でふわふわ」 - Sora de fuwafuwa                                                    | 1º aprile 1980 | 9 marzo 1983  |
| 311   | 302   | Il portafortuna 「多目的おまもり」 - Tamokutekiomamori                                                       | 2 aprile 1980  | 9 marzo 1983  |
| 312   | 303   | Guglia cartoonista 「「かんづめかん」でまんがを!」 - Kan dzumekan de manga o!                                | 3 aprile 1980  | 9 marzo 1983  |
| 313   | 304   | - non disponibile - 「税金鳥」 - Zeikintori – "L'uccello delle tasse"                                        | 4 aprile 1980  | 10 marzo 1983 |
| 314   | 305   | - non disponibile - 「ばくはつこしょう」 - Baku Hatsuko shou – "Il pepe d'esplosione"                        | 7 aprile 1980  | 10 marzo 1983 |
| 315   | 306   | - non disponibile - 「ナワバリエキス」 - Nawabariekisu – "L'estratto territoriale"                           | 8 aprile 1980  | 10 marzo 1983 |
| 316   | -     | 「気象シート」 - Kishō shīto – "Il foglio meteorologico"                                                     | 9 aprile 1980  | -             |
| 317   | -     | 「マジ・コンてなんだ?」 - Maji kontena nda? – "Cos'è Maji Con?"                                              | 10 aprile 1980 | -             |
| 318   | -     | 「わすれ物おくりとどけ機」 - Wasuremono okuritodokeki – "La macchina per la consegna di oggetti dimenticati" | 11 aprile 1980 | -             |
| 319   | -     | 「雲になって…?」 - Kumo ni natte…? – "Guglielmo, la nuvola!"                                                 | 14 aprile 1980 | -             |
| 320   | -     | 「チッポケット2次元カメラ」 - Chippoketto 2-jigen kamera – "La fotocamera 2D"                                | 15 aprile 1980 | -             |
| 321   | -     | 「オモイコミン」 - Omoikomin – "Le pillole invincibili"                                                      | 16 aprile 1980 | -             |
| 322   | -     | 「さいみんグラス」 - Saimingurasu – "Il vetro"                                                               | 17 aprile 1980 | -             |
| 323   | -     | 「しあわせをよぶ青い鳥」 - Shiawase o yobu aoi tori – "L'uccello azzurro che porta felicità"                 | 18 aprile 1980 | -             |
| 324   | -     | 「庭で山のぼり」 - Niwa de yama nobori – "Arrampicarsi in giardino"                                          | 21 aprile 1980 | -             |
| 325   | -     | 「騒音公害をカンヅメにしちゃえ」 - Sōon kōgai o kandzume ni shi chae – "L'inquinamento acustico"             | 22 aprile 1980 | -             |
| 326   | -     | 「ウルトラスーパー電池」 - Urutorasūpā denchi – "La batteria ultra-super!"                                   | 23 aprile 1980 | -             |
| 327   | -     | 「ミニたいふう」 - Minitai fū – "Il mini Taifu"                                                              | 24 aprile 1980 | -             |
| 328   | -     | 「細菌でドラやきを作ろう」 - Saikin de dora yaki o tsukurou – "I Dorayaki con i batteri"                     | 25 aprile 1980 | -             |
| 329   | -     | 「黒べえをすくえ」 - Kuro be e o sukue – "Il fagiolo nero"                                                   | 28 aprile 1980 | -             |
| 330   | -     | 「ネジまいてハッスル!」 - Nejimaitehassuru! – "Vite e trambusto!"                                            | 29 aprile 1980 | -             |
| 331   | -     | 「影取りプロジェクター」 - Kage-tori purojekutā – "Il proiettore d'ombre"                                    | 30 aprile 1980 | -             |
| 332   | -     | 「してない貯金を使う法」 - Shi tenai chokin o tsukau-hō – "Prima risparmiare e poi spendere!"                | 1º maggio 1980 | -             |
| 333   | -     | 「元気エサ」 - Genki esa – "L'esca energetica"                                                               | 2 maggio 1980  | -             |
| 334   | -     | 「水ぞくかんガス」 - Mizu zo ku kan gasu – "Il gas del serbatoio dell'acqua"                                 | 6 maggio 1980  | -             |
| 335   | -     | 「祝祭日をふやそう」 - Shukusaijitsu o fuyasou – "Le vacanze da godersi!"                                    | 7 maggio 1980  | -             |
| 336   | -     | 「受験生に協力!」 - Jukensei ni kyōryoku! – "La collaborazione con i studenti"                               | 8 maggio 1980  | -             |
| 337   | -     | 「ちょうちょ」 - Chōcho – "La farfalla"                                                                      | 9 maggio 1980  | -             |
| 338   | -     | 「デラックスライト」 - Derakkusuraito – "Una luce di lusso"                                                  | 12 maggio 1980 | -             |
| 339   | -     | 「秘密のぬけ穴」 - Himitsu no nuke ana – "La scappatoia segreta"                                             | 13 maggio 1980 | -             |
| 340   | -     | 「みちすじカード」 - Michi suji kādo – "La carta"                                                            | 14 maggio 1980 | -             |
| 341   | -     | 「蒸気機関車に乗ったよ」 - Jōki kikan-sha ni notta yo – "Viaggio in un treno a vapore!"                      | 15 maggio 1980 | -             |
| 342   | -     | 「ただ見セット」 - Tadamisetto – "Il set "da guardare!""                                                     | 16 maggio 1980 | -             |
| 343   | -     | 「引力さえぎりガス」 - Inryoku saegiri gasu – "Il gas di barriera gravitazionale"                            | 19 maggio 1980 | -             |
| 344   | -     | 「クモイトン」 - Kumoiton – "Il filo di una ragnatela"                                                       | 20 maggio 1980 | -             |
| 345   | -     | 「ここほれニャンニャン」 - Kokohorenyan'nyan – "Un amore come il primo "miao!""                              | 21 maggio 1980 | -             |
| 346   | -     | 「魔の手がせまる!」 - Ma no te ga semaru! – "La mano del diavolo"                                            | 22 maggio 1980 | -             |
| 347   | -     | 「ぼくたちだけの家」 - Boku-tachi dake no ie – "Una casa solo per noi!"                                      | 23 maggio 1980 | -             |
| 348   | -     | 「カネバチはよく働く」 - Kanebachi wa yoku hataraku – "Le vespe"                                             | 26 maggio 1980 | -             |
| 349   | -     | 「重力ちょうせつ機」 - Jūryoku chōsetsu ki – "La macchina del taglio di gravità"                             | 27 maggio 1980 | -             |
| 350   | -     | 「ぼくは手品師!」 - Boku wa tejinaji! – "Guglielmo, il mago"                                                 | 28 maggio 1980 | -             |

### 351 - 400
| Nº  | Giapponese 「Kanji」 - Rōmaji                                     | In onda        | In onda |
| Nº  | Giapponese 「Kanji」 - Rōmaji                                     | Giapponese     |         |
| 351 | 「とりよせバッグ」 - Toriyosebaggu                                | 29 maggio 1980 |         |
| 352 | 「空想レンズ」 - Kūsō renzu                                       | 30 maggio 1980 |         |
| 353 | 「逆もどし」 - Gyaku modoshi                                      | 2 giugno 1980  |         |
| 354 | 「しょうげき波ピストル」 - Shōgekihapisutoru                      | 3 giugno 1980  |         |
| 355 | 「スカンタコ」 - Sukantako                                        | 4 giugno 1980  |         |
| 356 | 「サウンドバカチョン」 - Saundobakachon                           | 5 giugno 1980  |         |
| 357 | 「ラジコンねん土」 - Rajikon'nendo                                | 6 giugno 1980  |         |
| 358 | 「しあわせのお星さま」 - Shiawase no o Hoshi-sama                 | 9 giugno 1980  |         |
| 359 | 「万能テントですてきなキャンプ」 - Ban'nōtento de sutekina kyanpu | 10 giugno 1980 |         |
| 360 | 「未来小切手帳」 - Miraikogittechō                                | 11 giugno 1980 |         |
| 361 | 「ミニペットライオン」 - Minipettoraion                           | 12 giugno 1980 |         |
| 362 | 「万能グラス」 - Ban'nō gurasu                                    | 13 giugno 1980 |         |
| 363 | 「ドラキュラセット」 - Dorakyurasetto                             | 16 giugno 1980 |         |
| 364 | 「念写カメラで記念写真を」 - Nenshakamera de kinen shashin o      | 17 giugno 1980 |         |
| 365 | 「ブルートレインにのろう」 - Burūtorein ni norō                   | 18 giugno 1980 |         |
| 366 | 「ハッピープロムナード」 - Happīpuromunādo                        | 19 giugno 1980 |         |
| 367 | 「切りかえ式タイムスコープ」 - Kirikae-shiki taimusukōpu          | 20 giugno 1980 |         |
| 368 | 「チューシン槍でかたきうち」 - Chūshin yari de kataki uchi        | 23 giugno 1980 |         |
| 369 | 「時間よ、止まれ」 - Jikan yo, tomare                             | 24 giugno 1980 |         |
| 370 | 「ふんわりねんど」 - Funwari nendo                                | 25 giugno 1980 |         |
| 371 | 「材質変かん機」 - Zaishitsu hen kan-ki                           | 26 giugno 1980 |         |
| 372 | 「雪のないスキー」 - Yuki no nai sukī                             | 27 giugno 1980 |         |
| 373 | 「よわいおばけ」 - Yowai obake                                    | 30 giugno 1980 |         |
| 374 | 「まんがか」 - Mangaka                                            | 1º luglio 1980 |         |
| 375 | 「みがわりペンダント」 - Mi-gawari pendanto                       | 2 luglio 1980  |         |
| 376 | 「合体ノリ」 - Gattainori                                         | 3 luglio 1980  |         |
| 377 | 「四次元サイクリング」 - Shi-jigen saikuringu                     | 4 luglio 1980  |         |
| 378 | 「自どう人形げき」 - Ji dō ningyō geki                            | 7 luglio 1980  |         |
| 379 | 「お化けツヅラ」 - Obaketsudzura                                  | 8 luglio 1980  |         |
| 380 | 「フクロマンスーツ」 - Fukuromansūtsu                             | 9 luglio 1980  |         |
| 381 | 「ファンタグラス」 - Fantagurasu                                  | 10 luglio 1980 |         |
| 382 | 「手足七本目が三つ」 - Teashi Nanamoto-me ga mittsu               | 11 luglio 1980 |         |
| 383 | 「あめんぼう」 - Amenbou                                          | 14 luglio 1980 |         |
| 384 | 「人間すごろく」 - Ningensugoroku                                 | 15 luglio 1980 |         |
| 385 | 「ココロコロン」 - Kokorokoron                                    | 16 luglio 1980 |         |
| 386 | 「いん力ねじまげ機」 - In chikara nejimage-ki                     | 17 luglio 1980 |         |
| 387 | 「流行性ネコシャクシビールス」 - Ryūkō-sei nekoshakushibīrusu     | 18 luglio 1980 |         |
| 388 | 「クルリンじどうしゃ」 - Kururinji dō sha                         | 21 luglio 1980 |         |
| 389 | 「がんじょうぐすり」 - Ganji yougusuri                            | 22 luglio 1980 |         |
| 390 | 「まるいものじ石」 - Maruimonojishaku                             | 23 luglio 1980 |         |
| 391 | 「いたみはねかえりミラー」 - Itami hanekaeri mirā                 | 24 luglio 1980 |         |
| 392 | 「週刊のび太」 - Shūkan Nobita                                    | 25 luglio 1980 |         |
| 393 | 「もも太郎印きびだんご」 - Momotarō shirushiki bidango            | 28 luglio 1980 |         |
| 394 | 「ふくびんコンビ」 - Fukubinkonbi                                 | 29 luglio 1980 |         |
| 395 | 「動物に化けるキャンデー」 - Dōbutsu ni bakeru kyandē             | 30 luglio 1980 |         |
| 396 | 「人よけジャイロ」 - Hitoyokejairo                                | 31 luglio 1980 |         |
| 397 | 「植物ペン」 - Shokubutsu pen                                     | 1º agosto 1980 |         |
| 398 | 「タッチカメラでテレビ出演」 - Tatchi kamera de terebi shutsuen   | 4 agosto 1980  |         |
| 399 | 「ねがい星花火」 - Negai-boshi hanabi                             | 5 agosto 1980  |         |
| 400 | 「地球製造法」 - Chikyū seizō-hō                                  | 6 agosto 1980  |         |

### 401 - 450
| Nº  | Giapponese 「Kanji」 - Rōmaji - Traduzione letterale                                                       | In onda           | In onda |
| Nº  | Giapponese 「Kanji」 - Rōmaji - Traduzione letterale                                                       | Giapponese        |         |
| 401 | 「王かんコレクション」 - Ōkan korekushon – "La collezione"                                                 | 7 agosto 1980     |         |
| 402 | 「ヨット大冒険」 - Yotto daibōken – "Una grande avventura sullo yacht"                                     | 8 agosto 1980     |         |
| 403 | 「オーケーマイク」 - Ōkēmaiku – "Il microfono OK!"                                                         | 11 agosto 1980    |         |
| 404 | 「ふしぎなメガネ」 - Fushigina megane – "Gli occhiali misteriosi"                                          | 12 agosto 1980    |         |
| 405 | 「どうぶつごヘッドホン」 - Dō butsu go heddohon – "Le cuffie per animali"                                  | 13 agosto 1980    |         |
| 406 | 「きせつカンヅメ」 - Kisetsu kandzume – "I barattoli stagionali"                                           | 14 agosto 1980    |         |
| 407 | 「自信ヘルメット」 - Jishin herumetto – "Il casco di fiducia"                                              | 15 agosto 1980    |         |
| 408 | 「もはん手紙ペン」 - Mohantegamipen – "La penna con lettere"                                               | 18 agosto 1980    |         |
| 409 | 「いばり屋のび太」 - Ibari-ya Nobita – "Il più forte!"                                                     | 19 agosto 1980    |         |
| 410 | 「タンマウオッチ」 - Tanmauotchi – "L'orologio tempo-stop"                                                 | 20 agosto 1980    |         |
| 411 | 「ゲラメソプンピストル」 - Geramesopunpisutoru – "La pistola ridarella"                                    | 21 agosto 1980    |         |
| 412 | 「分身かがみ」 - Bunshin kagami – "L'alter ego"                                                            | 22 agosto 1980    |         |
| 413 | 「ケンカマシン」 - Kenkamashin – "La macchina da combattimento"                                            | 25 agosto 1980    |         |
| 414 | 「しゅん間リターンボタン」 - Shun-kan ritānbotan – "La combinazione del magnete"                           | 26 agosto 1980    |         |
| 415 | 「強力ハイポンプガス」 - Kyōryoku haiponpugasu – "Il pulsante di ritorno temporaneo"                       | 27 agosto 1980    |         |
| 416 | 「ジャイアンをやっつけろ!」 - Jaian o yattsukero! – "Sconfiggere Gianci!"                                  | 28 agosto 1980    |         |
| 417 | 「しあわせな人魚姫」 - Shiawasena ningyo hime – "La sirenetta felice"                                      | 29 agosto 1980    |         |
| 418 | 「わりこみビデオでテレビ出演」 - Warikomi bideo de terebi shutsuen – "Apparire in tv!"                     | 1º settembre 1980 |         |
| 419 | 「せいぎロープ」 - Seigi rōpu – "La corda Seigi"                                                           | 2 settembre 1980  |         |
| 420 | 「恐竜がきた」 - Kyōryū ga kita – "Il ritorno del dinosauro"                                               | 3 settembre 1980  |         |
| 421 | 「いたずらドラえもん」 - Itazura Doraemon – "Doraemon diventa cattivo!"                                    | 4 settembre 1980  |         |
| 422 | 「虫めがね」 - Mushimegane – "La lente d'ingrandimento"                                                    | 5 settembre 1980  |         |
| 423 | 「この葉で買物」 - Kono ha de kaimono – "Acquisti "Fai-da-te!""                                            | 8 settembre 1980  |         |
| 424 | 「透明ペンキ」 - Tōmei penki – "La vernice trasparente"                                                    | 9 settembre 1980  |         |
| 425 | 「ゆめグラス」 - Yume gurasu – "Il vetro da sogno"                                                         | 10 settembre 1980 |         |
| 426 | 「ココロチョコ」 - Kokoro choko – "Un cuore di cioccolato"                                                 | 11 settembre 1980 |         |
| 427 | 「通りぬけフープ」 - Tōri nuke fūpu – "Il cerchio passante"                                                | 12 settembre 1980 |         |
| 428 | 「録験機で楽しもう」 - Rokukenki de tanoshimou – "Il registratore di divertimenti"                         | 15 settembre 1980 |         |
| 429 | 「くものねん土」 - Kumo no nen tsuchi – "Il suolo"                                                         | 16 settembre 1980 |         |
| 430 | 「ホームメイロ」 - Hōmumeiro – "La ruota crea labirinti"                                                   | 17 settembre 1980 |         |
| 431 | 「アワセール」 - Awasēru – "La nostra vendita!"                                                            | 18 settembre 1980 |         |
| 432 | 「面倒みるのはどっち!?」 - Mendō miru no wa dotchi! ? – "Un fastidio insopportabile!"                      | 19 settembre 1980 |         |
| 433 | 「トラえもん登場」 - Toraemon tōjō – "Toraemon"                                                            | 22 settembre 1980 |         |
| 434 | 「ホームアニメを作ろう」 - Hōmuanime o tsukurou – "Un'animazione domestica"                                | 23 settembre 1980 |         |
| 435 | 「いぬになりたい」 - Inu ni naritai – "Guglielmo, il cane!"                                                | 24 settembre 1980 |         |
| 436 | 「水よけロープ」 - Mizu yo ke rōpu – "La corda di protezione dell'acqua"                                   | 25 settembre 1980 |         |
| 437 | 「動物セット」 - Dōbutsu setto – "Insieme con i gli animali!"                                              | 26 settembre 1980 |         |
| 438 | 「雨男はだれだ!?」 - Ameotoko wa dareda!? – "L'uomo della pioggia"                                         | 29 settembre 1980 |         |
| 439 | 「ウルトラリング」 - Urutoraringu – "L'anello ultra!"                                                      | 30 settembre 1980 |         |
| 440 | 「ふしぎなクレヨン」 - Fushiginakureyon – "Il pastello misterioso"                                         | 1º ottobre 1980   |         |
| 441 | 「チャンバラのび太ランド」 - Chanbara Nobita rando – "La terra di Chanbara"                                | 2 ottobre 1980    |         |
| 442 | 「念録マイク」 - Nenrokumaiku – "Il microfono di memoria"                                                  | 6 ottobre 1980    |         |
| 443 | 「イシャ料しはらい機」 - Isharyōshiharaiki – "La macchina di ricarica"                                     | 7 ottobre 1980    |         |
| 444 | 「おしゃれカメラ」 - Oshare kamera – "La fotocamera elegante"                                              | 8 ottobre 1980    |         |
| 445 | 「なんでも蛇口」 - Nan demo jaguchi – "Qualsiasi cosa nel rubinetto!"                                      | 9 ottobre 1980    |         |
| 446 | 「さかみちレバー」 - Sakamichi rebā – "La leva"                                                            | 13 ottobre 1980   |         |
| 447 | 「ミニハウスでさわやかな夏」 - Mini hausu de sawayakana natsu – "Un'estate rinfrescante in una mini casa!" | 14 ottobre 1980   |         |
| 448 | 「きみのひとみは100万ボルト」 - Kimi no hitomi wa 100 man boruto – "Nobita ha preso 100 nella verifica!"   | 15 ottobre 1980   |         |
| 449 | 「おしかけ電話」 - Oshikakedenwa – "La risoluzione dei problemi del telefono"                              | 16 ottobre 1980   |         |
| 450 | 「あとがこわい!」 - Ato ga kowai! – "Le conseguenze spaventose"                                            | 17 ottobre 1980   |         |

### 451 - 491
| Nº  | Giapponese 「Kanji」 - Rōmaji                                             | In onda          | In onda |
| Nº  | Giapponese 「Kanji」 - Rōmaji                                             | Giapponese       |         |
| 451 | 「フエールうえ木ばち」 - Fuēru ue kiba chi                                | 21 ottobre 1980  |         |
| 452 | 「はなバルーン」 - Hana barūn                                             | 22 ottobre 1980  |         |
| 453 | 「ゆめまくら」 - Yume makura                                              | 23 ottobre 1980  |         |
| 454 | 「物体しゅん間い動機」 - Buttai shun-kan i dōki                           | 27 ottobre 1980  |         |
| 455 | 「とう明人間目ぐすり」 - Tōmeiningenmegusuri                              | 28 ottobre 1980  |         |
| 456 | 「ドラえもんの鈴そうどう」 - Doraemon no suzu sō dō                       | 29 ottobre 1980  |         |
| 457 | 「福笑い石けん」 - Fuku warai sekken                                      | 30 ottobre 1980  |         |
| 458 | 「すぐやるガン」 - Suguyarugan                                            | 3 novembre 1980  |         |
| 459 | 「家の感じ変かん器」 - Ie no kanji hen kan-ki                             | 4 novembre 1980  |         |
| 460 | 「まもり紙」 - Mamori-shi                                                 | 5 novembre 1980  |         |
| 461 | 「そっくりクレヨン」 - Sokkurikureyon                                     | 6 novembre 1980  |         |
| 462 | 「むりやり貯金ばこ」 - Muriyari chokin-bako                               | 10 novembre 1980 |         |
| 463 | 「ノゾミルじゅう」 - Nozomiru-jū                                          | 11 novembre 1980 |         |
| 464 | 「巨大流氷で遊ぼう」 - Kyodai ryūhyō de asobou                            | 12 novembre 1980 |         |
| 465 | 「まほうのとけい」 - Ma hō no tokei                                       | 13 novembre 1980 |         |
| 466 | 「グラフはウソをつかない」 - Gurafu wa uso o tsukanai                     | 17 novembre 1980 |         |
| 467 | 「ヘソリンスタンド」 - Hesorinsutando                                     | 18 novembre 1980 |         |
| 468 | 「みせかけモテモテバッジ」 - Misekake motemotebajji                       | 19 novembre 1980 |         |
| 469 | 「スパイ衛星」 - Supai eisei                                              | 20 novembre 1980 |         |
| 470 | 「ロボットふく」 - Robotto Fuku                                           | 24 novembre 1980 |         |
| 471 | 「メロディーガス」 - Merodīgasu                                           | 25 novembre 1980 |         |
| 472 | 「まねコン」 - Manekon                                                    | 26 novembre 1980 |         |
| 473 | 「ドラえもんのガールフレンド」 - Doraemon no gārufurendo                  | 27 novembre 1980 |         |
| 474 | 「ミニ水族館」 - Mini suizokukan                                          | 1º dicembre 1980 |         |
| 475 | 「オンボロ旅館をたてなおせ」 - Onboro ryokan o tatenaose                  | 2 dicembre 1980  |         |
| 476 | 「テスト・ロボット」 - Tesuto robotto                                     | 3 dicembre 1980  |         |
| 477 | 「とのさまがきた」 - To no sama ga kita                                   | 4 dicembre 1980  |         |
| 478 | 「おりたたみハウス」 - Oritatamihausu                                     | 8 dicembre 1980  |         |
| 479 | 「その気になる実」 - Sonoke ni naru mi                                    | 9 dicembre 1980  |         |
| 480 | 「ももたろうのきびだんご」 - Momotarou no ki bidango                      | 10 dicembre 1980 |         |
| 481 | 「ぼくはエスパーだ!」 - Boku wa esupāda!                                  | 11 dicembre 1980 |         |
| 482 | 「宇宙たんけんすごろく」 - Uchūta n ken sugo ro ku                        | 15 dicembre 1980 |         |
| 483 | 「世界沈没」 - Sekai chinbotsu                                            | 16 dicembre 1980 |         |
| 484 | 「こころのぞきミラー」 - Kokoro nozoki mirā                               | 17 dicembre 1980 |         |
| 485 | 「ジャイアンのたん生日」 - Jaian no tanjōbi                               | 18 dicembre 1980 |         |
| 486 | 「日付け変更カレンダー」 - Kadzuke henkō karendā                          | 22 dicembre 1980 |         |
| 487 | 「ドラとのび太のクリスマス!（前）」 - Dora to Nobita no kurisumasu! (mae) | 23 dicembre 1980 |         |
| 488 | 「ドラとのび太のクリスマス!（後）」 - Dora to Nobita no kurisumasu! (ato) | 24 dicembre 1980 |         |
| 489 | 「ミニサンタ」 - Minisanta                                                | 25 dicembre 1980 |         |
| 490 | 「ゆきふらし」 - Yuki furashi                                             | 29 dicembre 1980 |         |
| 491 | 「ほんもの夢」 - Hon mono yume                                            | 30 dicembre 1980 |         |

## Speciali
Gli episodi speciali si differenziano dagli episodi canonici quasi esclusivamente per la lunghezza, solitamente maggiore. Tra il 1º gennaio 1980 e l’8 agosto dello stesso anno sono stati trasmessi otto episodi speciali.
| Nº | Giapponese 「Kanji」 - Rōmaji - Traduzione letterale | In onda         | In onda  |
| Nº | Giapponese 「Kanji」 - Rōmaji - Traduzione letterale | Giapponese      | Italiano |
| S2 | 「タイムマシンでお正月」 - Taimu mashin de oshōgatsu – "La festa di capodanno"                                                                            | 1º gennaio 1980 | inedito  |
| S3 | 「ドラえもんのびっくり全百科」 - Doraemon no bikkuri zen hyakka – "L'enciclopedia a sorpresa di Doraemon"                                                 | 2 gennaio 1980  | inedito  |
| S4 | 「ゾウとおじさん」 - Zō to ojisan – "L'anziano e l'elefante"                                                                                              | 3 gennaio 1980  | inedito  |
| S5 | 「ドラ・Q・パーマン」 - Dora Q Pāman – "I tre eroi" | 8 aprile 1980   | inedito  |
| S6 | 「おまたせ ドラミちゃん初登場! のび太の海底ハイキング」 - O matase Dorami-chan hatsu tōjō! Nobita no kaitei haikingu – "Escursioni nell'oceano-pavimento" | 8 aprile 1980   | -        |
| S7 | 「びっくり全百科 －ドラえもんとドラミちゃん－」 - Bikkuri zen hyakka - Doraemon to Dorami-chan - – "Doraemon e Dorami"                                    | 8 aprile 1980   | -        |
| S8 | 「のび太の「夢の金メダル」」 - Nobita no yume no kinmedaru' – "La medaglia d'oro"                                                                         | 5 maggio 1980   | -        |
| S9 | 「ネッシーが来る!」 - Nesshī ga kuru! – "Il mostro scozzese"                                                                                              | 8 agosto 1980   | -        |